# Emilio Lunghi

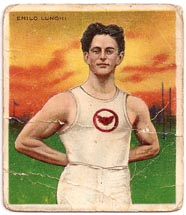
Emilio Lunghi auf einer Sammelkarte von 1910

Emilio Enrico Lunghi (* 16. März 1887 in Genua; † 26. September 1925 ebenda) war ein italienischer Mittelstreckenläufer und Sprinter.
Bei den Olympischen Spielen 1908 in London gewann er über 800 Meter mit 1:54,2 min die Silbermedaille hinter dem US-Amerikaner Mel Sheppard (1:52,8 min). Über 1500 Meter wurde er im Vorlauf mit 4:03,8 min Zweiter hinter Norman Hallows (4:03,4 min) und verpasste damit die Teilnahme am Finale, für das sich nur die Vorlaufsieger qualifizierten, obwohl seine Zeit nicht nur die zweitschnellste in den Vorläufen war, sondern auch im Finale für die Bronzemedaille gereicht hätte. Im 3-Meilen-Mannschaftslauf kam er im Vorlauf nicht ins Ziel und schied mit der italienischen Mannschaft aus.
Im Jahr darauf stellte er, für den Irish-American Athletic Club startend, drei Weltbestzeiten auf: 1:27,8 min für 700 Yards, 1:52,8 min für 880 Yards und 2:45,6 min für eine Zwei-Drittel-Meile.
1912 erreichte er bei den Olympischen Spielen in Stockholm über 400 Meter und über 800 Meter jeweils das Halbfinale.

## Persönliche Bestzeiten
- 400 Meter: 49,0 s, 23. Juni 1912, La Spezia
- 880 Yards: 1:52,8 min, 15. September 1909, Montreal (entspricht 1:52,2 min für 800 m)
- 1500 Meter: 4:03,8 s, 13. Juli 1908, London